# Rushmore (Film)
Rushmore ist eine US-amerikanische Filmkomödie des Regisseurs Wes Anderson aus dem Jahr 1998.

## Handlung
Der 15-jährige Sonderling Max Fischer besucht die 10. Klasse der renommierten Privatschule Rushmore. Er ist ein engagierter Schüler, der Theaterstücke schreibt und sich an zahlreichen Projekten und Gruppen beteiligt. Seine Noten bleiben jedoch weit hinter den Erwartungen seiner Lehrer zurück und auch bei seinen Mitschülern ist Max nicht sehr beliebt. In dem erfolgreichen, aber deprimierten Geschäftsmann Herman Blume findet er einen Förderer und Freund.
Eines Tages lernt Max die verwitwete Vorschullehrerin Rosemary Cross kennen und verliebt sich in sie. Trotz des großen Altersunterschiedes beginnt er, mit allen Mitteln um Miss Cross zu werben. Als er ihr zuliebe den Grundstein für ein nicht genehmigtes Großaquarium auf dem Baseballfeld der Schule setzen will, wird er von der Schule geworfen.
Als Herman Blume dann noch ein Verhältnis mit Miss Cross beginnt, werden die einstigen Freunde zu Feinden und ein erbitterter Kleinkrieg bricht aus. Erst als deren Beziehung in die Brüche geht, kommt es zu einer Versöhnung.

## Hintergrund
Die Produktionskosten des Films beliefen sich auf etwa 20 Millionen US-Dollar. Wes Anderson ließ an mehreren Privatschulen in New England Castings veranstalten, um einen geeigneten Hauptdarsteller zu finden. Schließlich entschied man sich für Jason Schwartzman, einen Neffen Francis Ford Coppolas, der damals Schlagzeuger der Band Phantom Planet war. Bill Murray gefiel das Drehbuch des Films so gut, dass er nach eigener Aussage auch ohne Bezahlung gearbeitet hätte.
Die Dreharbeiten fanden an vier verschiedenen Schulen in Houston, Texas statt, darunter auch Wes Andersons ehemalige High School. Die spätere Schauspielerin Alexis Bledel übernahm in mehreren Szenen eine Statistenrolle, da sie damals eine dieser Schulen besuchte. Owen Wilson, der am Drehbuch mitschrieb und häufig auch als Darsteller in Andersons Filmen auftritt, ist in Rushmore auf einigen Fotos als Miss Cross' verstorbener Ehemann zu sehen. Sein Bruder Luke Wilson hat ebenfalls einen kurzen Auftritt.
Die Filmmusik stammt größtenteils von Musikern der sogenannten British Invasion, darunter The Rolling Stones, The Who, The Kinks, Cat Stevens, Donovan und John Lennon. Ursprünglich sollte der Soundtrack ausschließlich aus Songs der Band The Kinks bestehen.
Rushmore feierte seine Premiere am 17. September 1998 auf dem Toronto International Film Festival und kam am 5. Februar 1999 in die amerikanischen Kinos. In Deutschland wurde der Film erst zwei Jahre später gezeigt. Insgesamt spielte er in den Vereinigten Staaten rund 17 Millionen US-Dollar ein.
Der Film wird unter anderem in Songs und Musikvideos der Bands My Chemical Romance, Fall Out Boy, The Decemberists, Brand New und Motion City Soundtrack zitiert.

## Verschiedenes
- Das Drehbuch zu Rushmore wurde lange vor Bottle Rocket, bei dem Wes Anderson Regie führte und zusammen mit Owen Wilson das Drehbuch schrieb, fertiggestellt.
- Ursprünglich war Noah Taylor für die Rolle des Max Fischer vorgesehen.
- Das Buch, das Max am Anfang des Films liest (Diving for Sunken Treasure von Jacques-Yves Cousteau), war die Inspiration für Andersons späteren Film Die Tiefseetaucher.
- Max' Theaterstück Heaven and Hell enthält einige Anspielungen auf Apocalypse Now.
- Auf den Bildern von Ms. Cross' totem Ehemann in ihrem Schlafzimmer ist Owen Wilson abgebildet.
- Die von Bill Murray gespielte Figur trägt während des ganzen Films den gleichen Anzug und wechselt lediglich das Hemd und die Krawatte.

## Kritik
„Keine platte Komödie, sondern eine in jeder Beziehung leicht surreale Geschichte mit subtilen Gags, einer Portion schwarzem Humor und zarter Gesellschaftskritik. Obwohl im 60er-Jahre-Outfit angesiedelt, ist der Film zeitlos und beeindruckt durch den Altersunterschied der Gegenspieler und die guten darstellerischen Leistungen.“

„Das junge Kreativteam Owen Wilson (Buch) und Wes Anderson (Regie) beweist beträchtliche Lust am Chaos, und die Hauptrolle, durch die ein Typ wie Jim Carrey sich wild grimassierend hindurch gehampelt hätte, absolviert der Neuling Jason Schwartzman mit einem Pokerface, das dem Schwank eine verschmitzte Hinterhältigkeit gibt.“

Die Kritikerin Karen Krizanovich schreibt in ihrer Kritik, dieser Film habe „wieder neues Leben in das müde Terrain der Low-Budget-Komödien der US-Independentszene“ gebracht. Dieser „wunderbar schauerliche“ Film nehme die Loser und schrägen Vögel dieser Welt aufs Korn. Sie beurteilt weiter, dass Schauspieler Bill Murray in dieser langsamen Screwball-Komödie seine beste Stunde auf der Leinwand erlebe, „in der er endlich einmal nachdenklich, verletzt und komisch sein kann – alles zur gleichen Zeit.“ Der Soundtrack des Films, der hauptsächlich aus Titeln der 60er Jahre besteht, gebe dem Publikum das Gefühl, der Film läge in einer anderen Welt als die des „offensichtlich modernen Sets.“

## Auszeichnungen (Auswahl)
Golden Globe Awards 1999
- Nominierung in der Kategorie Bester Nebendarsteller für Bill Murray

Independent Spirit Awards 1999
- Auszeichnung in der Kategorie Beste Regie für Wes Anderson
- Auszeichnung in der Kategorie Bester Nebendarsteller für Bill Murray

Los Angeles Film Critics Association Awards 1999
- Auszeichnung in der Kategorie Bester Nebendarsteller für Bill Murray
- Auszeichnung in der Kategorie Bester Nachwuchs für Wes Anderson

National Society of Film Critics Awards 1999
- Auszeichnung in der Kategorie Bester Nebendarsteller für Bill Murray

New York Film Critics Circle Award 1999
- Auszeichnung in der Kategorie Bester Nebendarsteller für Bill Murray

Satellite Awards 1999
- Auszeichnung in der Kategorie Bester Nebendarsteller (Komödie oder Musical) für Bill Murray

Young Artist Awards 1999
- Nominierung in der Kategorie Bester Nebendarsteller in einem Spielfilm für Mason Gamble